# 629 Bernardina
Bernardina (asteróide 629) é um asteróide da cintura principal com um diâmetro de 30,1 quilómetros, a 2,6329422 UA. Possui uma excentricidade de 0,1595871 e um período orbital de 2 025,42 dias (5,55 anos).
Bernardina tem uma velocidade orbital média de 16,8274546 km/s e uma inclinação de 9,32685º.
Esse asteróide foi descoberto em 7 de Março de 1907 por August Kopff.